# Фукс, Эрнст
Эрнст Фукс (нем. Ernst Fuchs; 13 февраля 1930, Вена — 9 ноября 2015, там же) — австрийский художник.

## Биография

### Детство
Родился в семье еврея-ортодокса Максимилиана Фукса. Его отец не желал становиться раввином, бросил учёбу и женился на Леопольдине, христианке из Штирии.
В марте 1938 года состоялся аншлюс Австрии, Максимилиан бежал в Шанхай. Маленький Эрнст Фукс остался в Вене с матерью, но, будучи наполовину евреем, был отправлен в концентрационный лагерь. Леопольдина Фукс была лишена родительских прав и с целью спасения сына от смерти пошла на формальный развод с мужем.
В 1942 году был крещён в римско-католическую веру.

### Учёба
С ранней юности Эрнст проявляет желание и способности учиться искусству. Первые уроки рисунка, живописи и скульптуры получает у Алоиса Шимана, профессора Фрелиха и скульптора Эмми Штайнбек.
В 1945 году поступает в Венскую Академию изобразительных искусств, учится у профессора Альберта Париса фон Гютерсло.

### Основание «Венской школы фантастического реализма»
В 1948 году в содружестве с Рудольфом Хауснером, Антоном Лемденом, Вольфгангом Хуттером и Ариком Брауэром, Эрнст Фукс основывает «Венскую школу фантастического реализма». Но только с начала 1960-х годов эта школа проявляет себя как настоящее течение в искусстве.
С 1949 года Эрнст Фукс двенадцать лет жил в Париже, где после долгого периода случайных заработков, а порой и реальной нищеты, обретает всемирное признание. Там же он знакомится с С. Дали, А. Бретоном, Ж. Кокто, Ж.-П. Сартром.
Вернувшись на родину, в Вену, Фукс не только занимается живописью, но также работает в театре и кино, занимается архитектурными и скульптурными проектами, пишет стихи и философские эссе.

### Путешествия
- 1952—1956 — путешествует по Англии, Испании, Италии и США.
- 1957 — уезжает в Израиль, где работает иконописцем в бенедиктинском монастыре на горе Сион. Пишет «Три мистерии святого Розенкранца» для одной из новых Венских церквей.
- 1962 — возвращается в Вену, где обретает всеобщее признание и открывает новую галерею Фантастического реализма, популярную среди адептов и любителей стиля.
- 1966 — пишет «Небесную архитектуру».
- 1970 — создаёт скульптурные произведения, используя бронзу, гранит, синтетические смолы, серебро.
- 1972 — в Вене покупает «Виллу Вагнер», построенную знаменитым архитектором XIX века Отто Вагнером, полностью реконструирует и переоформляет её.

## Работа в кино и театре. Выставки. Музыкальные и другие проекты
- 1974—1978 — Создаёт акварельный цикл «Лоэнгрин», пишет философские эссе и стихотворения, оформляет постановки «Парсифаль, „Волшебная флейта“ в Гамбурге, Сказки Гофмана» и «Легенда об Иосифе» в Вене, «Лоэнгрин» в Мюнхене". Впервые подписывает работу «Икар» псевдонимом Feuer-Fuchs (Огненная лиса).
- 1980—1988 — Проводит международные персональные выставки и ретроспективный показ в Венеции.
- 1982 — Создаёт интересный и неповторимый образец (в единственном экземпляре) в стиле «Венской школы фантастического реализма» — автомобиль BMW 635CSi серии BMW Art Cars, с неповторимой росписью кузова.
- 1983 — Запись альбома «Africa» совместно с Клаусом Шульце. Диск выходит в 1984 году, но вскоре по соглашению сторон изымается из продажи[6].
- 1988 — В день столетнего юбилея «Виллы Вагнер», открывает частный музей Эрнста Фукса. Живёт и работает на юге Франции.
- 1993 — Первая выставка в России в «Русском музее» Санкт-Петербурга.
- 1988—2000 — Фукс работает над монументальной росписью «Человек и Машина», Монте Карло.
- 1996 — Paradiso, монументальная роспись. Мировая премьера «Волшебной Флейты». Эскизы постановки и костюмов Эрнста Фукса. Иллюстрации к Библии.
- 1996—1998 — Тур выставок «Религия и Миф».
- 1997 — Проект самой большой книги посетителей в Берлинском Schloßplatz. Мистические песнопения, запись CD. «Начало», монументальная бронзовая скульптура. Moses Foundation, Wr. Neustadt, Нижняя Австрия.
- 1998 — Открытие Гостиницы «Зодиак» в Каринтии.
- 1999 — «Миф, Фантом, Реализм», Цитадель, Берлин.
- 2000 — «Венера 2000», скульптура бронза «Искусство Фантазии», Спейчер, Бремен. Германия.
- 2001 — Выставка в Третьяковской галерее. Москва. Ретроспектива в Palais Harrach, Вена.
- 2002 — Ретроспективный показ «Миф, Фантом, Реализм» в Зеугхаус, Аугсбург, Германия.

Ретроспектива в Музее Westfries, Hoorn, Голландии.
- 2003 — Выставка «Die Phantasten» в Minoritenkloster, Туллн, Австрия. Презентация книги «Ernst Fuchs. Zeichnungen und Graphik aus der frühen Schaffensperiode», Вилла Фукса, Вена.
- 2005 — «Paradiso»: Проект музея искусства Фантастического реализма.
- 2006 — Выставка «phantastisches» вместе с Хундертвассером и Брауером в Еврейском Музее, Вена.
- 2006 — в октябре посетил Киев. Встречался в близким по направлению киевским художником Александром Костецким. Выступил с пресс-конференцией в украинском национальном музее. Во время своего пребывания в Киеве посетил Андреевский спуск и музей почитаемого им писателя Михаила Булгакова.

## Публикации
- Architectura caelestis: die Bilder des verschollenen Stils (Salzburg: Residenz, 1966/Pb ed., Dtv, 1973)
- Album der Familie Fuchs (Salzburg: Residenz, 1973)
- Im Zeichen der Sphinx: Schriften und Bilder, ed. Walter Schurian (Munich, Dtv, 1978)
- Aura: Ein Märchen der Sehnsucht (Munich: Dtv, 1981)
- Der Prophet des Schonen: Arno Breker (Marco, 1982)
- Von Jahwe: Gedichte (Munich, 1982)
- Friedrich Haider: Ernst Fuchs — Zeichnungen und Graphik aus der frühen Schaffensperiode — 1942 bis 1959. Wien: Löcker-Verlag, 2003. ISBN 3-85409-387-X
- 2005 — Fantastic Art (Taschen) (Schurian, Prof. Dr. Walter) ISBN 978-3-8228-2954-7 (English edition)
- 2007 — Metamorphosis (beinArt) ISBN 978-0-9803231-0-8